# ゴースト トリック
『ゴースト トリック』（Ghost Trick）は、2010年6月19日にカプコンから発売されたニンテンドーDS用ゲームソフト。英語版タイトルは『Ghost Trick: Phantom Detective』。
オリジナル版の発売から半年後の2010年12月16日にはiPhone/iPod touch版が配信された。また、2023年6月30日にはNintendo Switch、PlayStation 4、Xbox One、Steam向けにリマスター版が発売された。

## ストーリー
気が付いた時、「私」（シセル）は既に死んでいた。目の前には見知らぬ女性（リンネ）がいたが、私は死んでいるが故に彼女が殺されるまで何も出来なかった。
そこへ、「クネリ」と名乗る電気スタンドが現れ、彼の口から「私」が特別な存在である事、「死者のチカラ」と言う不思議な能力を持っている事が語られる。「クネリ」から「死者のチカラ」の使い方を教わった「私」は、「クネリ」に導かれるまま時間を飛び越え過去の物を動かし見知らぬ女性の死の運命を逆転させる事に成功する。
「クネリ」から「死者のタマシイが現世に留まれるのは夜明けまで」と告げられた「私」は、自分の正体や殺された理由といった自身を取り巻く全ての謎を解く為「死者の力」を使い1日の間に捜査を続ける。

## 登場キャラクター

### メインキャラクター
シセル（Sissel）
本作の主人公。一人称は「私」だが、一回だけ「ボク」と言った事がある。町はずれのゴミ捨て場で何者かに殺された。死をきっかけに物体に「トリツク」、そしてトリツいた物体を「アヤツル」という「死者のチカラ」を得た。作中で唯一、「デンワセン」という電話回線の中を移動する能力を持っており、回線が繋がった状態で電話に「トリツク」ことにより番号を入手すると、以降は相手の電話の所まで長距離移動する事ができる。生前の記憶を失っており、自らの「死」の真相を知るために「死者のチカラ」を駆使して奔走する。
実はその正体はヨミエルの飼猫「シセル」の魂であり、人ですらない。その証拠に、作中では独力で一切の文字を読むことができない。ヨミエルがリンネを操ろうとした時、アヤツりきれずに狙いがそれた銃弾によって死亡。自分が誰か忘れてしまった彼は近くにあったヨミエルのぬけがらを自分だと思い込み、彼の姿をとるようになった。そして彼が真実を知るために起こした行動は、最終的に主人の命を救う結果になる。10年前にアシタール公園に迷い込んだ時に「死んだ」ばかりのヨミエルと出会い、ヨミエルのフィアンセの名前から「シセル」と名付けられた。
“最後で最初”の運命更新の際、ミノくんによって弾道がずれたアシタールのカケラがジョードの足を貫いた後体に突き刺り死亡。同時に死者のチカラを発現し、「何年たっても成長しない、時の止まった体を持つ子猫」となってジョード家に飼われることになる。同じく運命更新に立ち会った事で、シセル同様前の世界の記憶を持っているジョードから同じ「シセル」と名付けられており、これからも人々の生活を見守っていく。
名前の由来は「ヨミエル」の対より。
リンネ（Lynne）
本作のヒロイン。シセルの死体のそばにいた女刑事で、何かとトラブルに巻き込まれやすい体質らしい。シセルの死の直後に狙撃者によって自身も命を落としてしまうが、シセルの「死者のチカラ」で運命が変化する。見た目は細いがかなりの大食い。カノンとミサイルと同居している。他の警察関係者からの人気はかなり高い。
過去にジョードに助けられたことがあり、それ以来は彼にあこがれている。ジョードが逮捕されて、犯行を自供した後も彼の無実を信じて独自に捜査を続けている。
名前の由来は「輪廻」より。
クネリ（Ray）
電気スタンドに宿る魂。ゴミ捨て場でシセルと出会った。シセルに「死者の力」について教える。自分のことについては明かそうとしない。クネクネするのが好き。
その正体はシセルがリンネを助けなかった世界のミサイルの魂。テンゴに殺され、ヨミエルの足元（オーラ圏内）で息絶えたことにより「死者のチカラ」を手に入れるが、「トリカエ」の力だけでは主人の運命を変えることができなかった。ヨミエルの亡骸から10年前に戻った彼は、今度こそ主人を救うために事件の夜を待ち続け、その役目をシセルに託す。
彼により明日の朝にタマシイが消滅すると告げられるが、それは終盤で発生する、ヨミエルのヌケガラが沈没する潜水艦の司令室の中に永遠に閉じ込められることを防ぐためについた嘘である(本人曰く、「茶目っ気」)。
カノン（Kamila）
ジョードの娘で、リンネと同居している。好物はドーナツ。留守番中にやってきた侵入者によって囚われの身となる。
5年前の母の誕生日にそれを祝う仕掛けを作ったが、その仕掛けがありえない動きを起こして母の命を奪ってしまった。ジョードはその事実の全てを闇に葬るため自ら逮捕された。シセルたちはその仕掛けのありえない動きを、何者かが「死者のチカラ」で引き起こしたものなのではないかと推測する。
名前の由来は「観音さま」から。なお、当初案は「リボン（Reborn）」であった。
ミサイル（Missile）
リンネとカノンが飼っている2歳のポメラニアン。一生をかけて主人を守ることが「使命」であると考えている。何かあるとすぐに吠えつく癖がある。カノンとの留守番中にやってきた侵入者によって命を落とす。その後にシセルに助けられ、部屋を出ていったカノンを守るために「道」を作ろうとがんばっている。
自身も部屋を飛び出し、アシタール公園にてカノンを捕捉するも、突然やってきたバイクに跳ねられて再び命を落とす。主人が目の前にいるのに会いに行けない無念に打ちひしがれていると突如自分が「死者のチカラ」に目覚めていることに気づく。そして、カノンを助けに“コア”を伝って彼女の元へ行く。彼の能力は同じ形のものを「トリカエル」力。「モドル」も使えるが、作中では最初に一度使ったのみで、あとはほとんどシセルについていく形となり、めったに使わない。コア移動範囲はシセルよりも広い。
“最後で最初”の運命更新に立ち会ったため、シセル同様に前の世界の事を覚えている。新しい未来ではリンネと暮らしていたようで、お留守番の所をカバネラ警部により連れ出され、彼と共に飼い主の元へ行く。
本作のディレクターを務めた巧舟の飼い犬「ミサイル」と同様ポメラニアン。巧が手掛けた『逆転裁判』シリーズにもミサイルという犬が登場する。

### 警察関係者
カバネラ警部
特別捜査班班長。白いコートを羽織った男。気障な振る舞いが目立つほか、階段の上り下りや歩行を踊りながら行う奇癖を持つ。
「まっ白な経歴」に執着しており、そのためにはあらゆる手段を投じる。白いコートはその表れ。好物はパスタの様子。
ジョード刑事とは親友であった。「完璧」にこだわる理由は昇進し、警察の全データを扱う権限を手にするため。これらによって「アヤツル者」の事件全ての捜査の指揮権を手にし、ジョードの無実を立証しようとした。中盤ではジョードの脱獄を阻止したが、これはあくまでも刑事として合法的に死刑執行を阻止するためであり、法務大臣の下を訪れたのも時間稼ぎをするためである。10年前にヨミエルを取調べした際、彼に非情とも言える言葉を投げかけ、更には取調室に銃を置き忘れて退席してしまう。その結果、ヨミエルは銃を持って逃走して、アシタール公園での事件を引き起こしてしまう。終盤でヨミエルの「復讐」のために殺されるも、シセルとミサイルの力によって救われる。
名前の由来は「屍」の捩り。
本部長
特別捜査班の本部長。水虫に悩まされ、本部のデスクで足のかゆみと闘っている。奥さんへの無線連絡を欠かさない愛妻家でもある。
マッコー刑事
緑のスーツを着ている刑事。シセルの殺人事件を捜査している。
青刑事
青いスーツを着ている刑事。シセルの殺人事件を捜査している。カバネラ警部を目標にしている。
リンジュー刑事
帽子をかぶっている刑事。公園で見張りについている。「ポイントX」（＝キッチンチキン）を見張っていて、リンネがその場に入って行った事で、不信感を抱き現場へ向かう。現場の捜査官が仕掛けた盗聴器からの音声を運転中に聴いていたが、それに気づいた相手が盗聴器を破壊。その際の爆音により気絶し、コントロールを失った車はキッチンチキン店舗に突入、その際の衝撃で死んでしまう。シセルにより運命更新された後、リンネによりカノンの事を託される。
巡査
シセルの殺害現場を見張っている警官。リンネに好意を抱いている模様。
監察医
シセルの遺体を調べている。青い肌をしている。
実は偽者の監察医で、シス司令官の仲間。ヨミエルの「ヌケガラ」を盗み出し、彼の魂に引き渡す役割を担っていたが、その計画を見破ったカバネラ警部に買収され、彼の指示に従い「ヌケガラ」を管理人の研究室に運び込む。

### 刑務所関連
ボーズ係官
刑務所の看守。背筋を伸ばし、仕事の内容はすべてメモに記す几帳面な性格。深刻な状況下では、家に代々伝わる「テンテコの舞い」を踊る。「キリキリの舞い」というのもあるらしい。
コボーズ係官
刑務所の看守。帽子を目深に被り、椅子を後ろ向きに座るのが特徴。ボーズ係官を「センパイ」と呼び、生意気な口調で窘める。毎日電話をかけてくるリンネのファンでもある。
囚人番号「C38号」
刑務所で服役中の囚人。全国ネットの生放送で国家機密を歌いあげたロックシンガー。刑務所内でも独房にバンドセットを揃えており、ほぼ常にロックギターをかき鳴らしている。現在囚人番号「C74号」と手を組み脱獄を企んでおり、「C74号」が穴を掘っても怪しまれないか監視する役目を担っていた。
新しい未来ではアシタール公園で弾いており、ハトが（ドバト含めて）ノリノリで聴いていた。
囚人番号「C74号」
刑務所で服役中の囚人。無類のカレー好きで、警視総監を人質に取り、カレーライス5人前を要求した男。現在囚人番号「C38号」と手を組み脱獄を企んでおり、スプーンで穴を掘って脱獄経路の作成を行っていた。新しい未来ではキッチンチキンのお得意様となり、カレー味のチキンを注文している。
「C38号」と「C74号」の事件は本来なら犯行不可能であり、ヨミエルが外国人に自分の「チカラ」を証明するために彼らを操って引き起こしたもので「特別刑務所」はそれを研究するための極秘の施設であった。
ジョード
リンネが気にかけている囚人で、囚人番号「D99号」。カバネラと並び、最も優秀な刑事だったが、自分の妻を殺した罪で服役中。独房の中でキャンバスに絵を描く毎日を送っている。
中盤で電気イスのショートによる爆発事故という形で処刑されたが、シセルによって救われ、脱獄する。その後はカバネラ警部に見つかり連行されるも彼の時間稼ぎとシセル達の奔走のおかげで死刑の執行を中止され、明日までの自由を手に入れる。死刑執行を望んだのは母を祝うための筈の仕掛けで殺してしまったカノン（実際はヨミエルが彼女と仕掛けを操ってアルマを殺害した）を庇うためであったが、それにより自分が死んでも彼女は報われない事を、心の底では分かっていた。そのため当初は捨て鉢な態度だったが、シセルとの出会いで「死者のチカラ」を知った事でアルマ殺人事件の真相に気付き、更にカノンの誘拐を聞いてからは積極的にシセルたちに協力するようになる。
カノン救出のため潜水艦に乗り込んだ際に殺されてしまうが、シセルとミサイルはジョードの亡骸を通じてヨミエルの亡骸から10年前にタイムスリップし、4名はヨミエルの死そのものをなくす事に成功した。改変された新しい未来では子猫のシセルを引き取り、妻も死ぬことはなく刑事のまま平穏な生活を送っている。運命更新に立ち会った事からシセル同様に改変前の世界の記憶を持っており、作中では描写はないがコアがあるため新しい世界でもシセルとの会話が可能と思われる。

### 敵対者たち
正式な組織名は不明。全員が「外国人」であるらしく、皆ブルーベリーのように真っ青な肌をしている。退場となるケースがあるが、死んではいないとされる。
シス司令官
シセルとリンネの殺害を命じた黒幕。序盤から登場。今夜「トリヒキ」の計画があるようだ。豪華なサロンでくつろぎながらブドウを食べている。わりと小心者。
終盤で潜水艦にてヨミエルとの取引をするが、彼を裏切り体内にある隕石を奪い、あらかじめ魚雷で潜水艦の機能を無くし、ヌケガラがあった部屋をコアの無き深海へ飛ばし自身は部下達と共に脱出。その際に人質であるカノンらの命なども厭わないという冷酷さを見せた。
新しい現在ではそもそもアシタールの存在が作中で「死んだことのある」者以外に露呈していないため彼もその存在を知らないでいるが、相変わらず潜水艦で「トリヒキ」を行っている。
参謀
シス司令官の補佐を務める、仮面の大男。豪快な手つきでパネルを操作し、部屋に仕掛けられた様々な機械を操る。
実はロボットで、本人曰く「よくできたリモコン」。自身が司令官により海に沈められてもそれを一切厭わなかった。
首が外れるようになっており、ロボットであることの証明のため、自ら外す場面がある。
首の接続は緩いらしく、潜水艦が海底を擦った衝撃でも吹っ飛んでしまう。
ド近眼のジーゴ
第1章でリンネを殺そうとするヒットマン。帽子を目深に被り至近距離を最も得意とする。早撃ちの腕は凄いが、通り名通り視力が悪く0.3。眼鏡を掛けないのは一流の拘り。トレードマークは愛用の銃の黄金のショットガン。
序盤にてシセルによって鉄球に潰され、退場となった。
名前の由来は「地獄」の捩り。
先回りのテンゴ
ジーゴに続いて送り込まれた殺し屋。揉み上げが長い。ジーゴと違いスナイパーを使用して遠距離からの狙撃が可能。通り名通り先回りが得意で先走る性格。眼鏡を掛けているが、視力が悪いのではなく、目が悪くなる事を先回りして掛けているだけ。リンネを待ち伏せるべく彼女の部屋へ侵入してイヤホンで曲を聴いていたカノンを縛り、ミサイルの命を奪った。シセルがミサイルを利用してカノンとミサイルをタンスの下に隠れさせ、運命更新した際はリンネの家に誰もいないと誤解してソファでくつろぎ、ドーナツを食べ待ち伏せたが、リンネの家の電話でシス司令から連絡が入り、その場を去った。その後、ゴミ捨て場の中から管理室にいるリンネの狙撃を実行。しかし運命更新したシセルによって木箱に潰され、退場。
ビューティー
絶世の美女。性格は冷たいとされる。「ポイントX」と呼ばれる場所で「トリヒキ」の相手と待ち合わせをしている。「霊感」が強いらしくシセルの存在に気づく。ダンディー共々「キッチンキチン」の客として来た際に、メメリがビューティーの注文した骨付き肉に仕掛けた盗聴器の存在に気づきライターの火で破壊。このことがその音声を受信していたリンジュー刑事の死亡事故を引き起こすきっかけとなる。なお、ビューティーはあだ名。
ダンディー
ビューティーと共に行動している小男で、ダンディーはあだ名である。紳士的な態度でビューティーを口説いているが、全く相手にされていない。ミサイルに気付かずバイクでミサイルを轢き殺したり、「ホウムダイジン」の娘エイミンの事を知らなかった事と、アシタール公園で決まった時間にいるという理由でアシタール公園を歩いていたカノンをエイミンと誤解して隣人のカノンを攫ったり、大切なアタッシュケースを忘れるなど、ドジな面が目立つ。新しい未来でもドジをしてしまい、安否不明となる。

### その他のキャラクター
オッチンドル
苦悩が絶えず、いつも頭をかきむしっている男。妻子の家出に心を痛めている様子。
一ヶ月前、ジョードの死刑執行指令書にサインした法務大臣。しかしその指令は自身の意思ではなく、ヨミエルに操られての事だった。後日、カバネラ警部の「アヤツル者」の報告書に思い当たるが、常識を逸脱した現象ゆえに、司法を守る立場にあるため公に出来ず、悩み続けてきた。
事件の夜にビューティーからの脅迫電話も含めたストレスに耐えられずに心臓発作を起こし、死亡。それをシセルに助けられるが、「アヤツル者」と同様の存在だったため、何かしら言い訳をしては信じようとしない。
誰であろうと近づかせようとしないが、それはヨミエルに操られ、ジョードの死刑執行指令書にサインした経験から来るもの。
新しい現在では事件そのものが無かったことになっているため、苦悩する様子はない。
本名は作中出てこないが、設定されていた。
エンマ
オッチンドルの妻。少々大人向けの恋愛小説を執筆しているが、夫に反対されている。夫婦喧嘩の最中であり、娘を連れて別居中。リンネの隣人。
実は小説を反対され家出したというのは嘘であり、逆にオッチンドルが降した指令に断固反対しての事であった。夫が苦難していること感じた彼女は彼から事の真相を聞き、その事を公表する訳にはいかないという彼の意志に断固反対。娘を連れ家出したが、死刑執行の直前になって彼が考えを改めたことにより家族の絆を取り戻した。
新しい現在では夫婦喧嘩そのものが無かったことになっているため、現在も同居中。エイミンを連れて、オッチンドルの仕事場に訪れている。
エイミン
オッチンドルとエンマの娘。リンネの隣人でカノンの親友。エンマの家出に巻き込まれた形でエンマと暮らしている。事件の夜は風邪をひき、39度の熱を出して寝ており、塾の予定があったがキャンセルしている。
自身はパパを嫌っていないためパパと話したがっているが、ママが許してくれないらしい。
新しい現在では夫婦喧嘩そのものが無かったことになっているため、一家揃って暮らし、パパの仕事場を訪れている。
管理人
ゴミ捨て場を管理している老人。頭に青いハトの「ドバト」を乗せている。
元は警察の監察医をしていた。10年前にヨミエルの死体を調べていたが、その謎を解明出来ず、それを解き明かすために辞職する。
その後はゴミ捨て場の管理人になり、事件の際に公園に飛来した隕石「アシタール」から検出した放射線のデータの研究に没頭していた。物語が始まる1年前にカバネラ警部と出会う。
コック
チキン専門のレストラン「キッチンチキン」でコックを務めている中年。陽気な声で歌う。店員のメメリがお気に入り。
メメリ
「キッチンチキン」で働いている女性店員。「キッチンチキン」の継ぎ接ぎ骨付き肉帽子を被っており、雀斑に緑髪が特徴。ローラースケートを用い、スピーディーにウェイトレス作業をこなす。
アルバイト歴は2日と浅い。バーテンダーに恋焦がれている様子だが、そこまで入れ込んでいない。
その正体は警察・特別捜査班の一員であり、潜入捜査中。客のビューティーとダンディーを不審に思い、骨付き肉にテントウムシ型盗聴器を仕掛け、それを車を運転していたリンジュー刑事に盗聴させるが、盗聴器の存在に気付いたビューティーはテントウムシ型盗聴器をライターの火で破壊。
運転しながら音を聴いていたリンジュー刑事は盗聴器が破壊された際の爆音で気絶し、コントロールを失ったリンジュー刑事の車はキッチンチキン店舗に突入し、その際の衝撃でリンジュー刑事が死亡する発端となってしまう。
メメリはリンジュー刑事が乗った車がキッチンチキンに突入して来る事に気付いたリンネに突き飛ばされ、頭を打ち気絶した。
名前の由来は「メメント・モリ」の捩り。
バーテン
「キッチンチキン」のバーテンダー。ハードボイルドなことを言いながらグラスを磨いているが、グラスが割れても全く動こうとしないため、リンネからは「使えそうもない」と言われてしまう。
ダビラ
公園に住むホームレスの男。髪は茶髪のアフロで、ボロボロの服を着用しており常に裸足。公園の宅地化に反対してビラを配っている。公園には"神のイシ"が宿っていると主張。正義感の強い男だが、かなりの変人で夢中になると周囲が見えなくなる性格をしている。
10年前にたまたま公園を通りかかり、人質事件を目撃。少女を救った"神のイシ"に運命を感じ、その事を忘れさせないために公園の宅地化に反対していた。
彼が神のイシ（意志／石）と呼んでいたものは隕石である「アシタール」、および、人質事件の犯人が隕石に貫かれて即死した出来事のことを指している。
新しい現在では宅地化の計画が、アシタールが能力を発揮することなく地中に埋まっているため消滅しているが、今度は公園の有料化の計画が行われており、以前のように反対運動を行っている。
ヨミエル
「死者のチカラ」を持つ謎のアヤツル者。いかなるものも「アヤツル」ことができるが、シセル達の持つ力である死の四分前に「モドル」は使えない。
元々は優秀なシステムエンジニアだったが、国家機密のプロジェクトにかかわった結果スパイの容疑をかけられ誤認逮捕されてしまい、カバネラの強硬な取り調べを受け逃亡。ジョードに追い詰められ、近くにいたリンネを人質にとるものの飛来したアシタールのカケラに心臓を貫かれ死亡する。
それによって「死者のチカラ」を手に入れた彼だったが、アシタールの特性によって生きてはいないが死んでもいないという中途半端な状態になってしまい、歳をとることもなく孤独な時間を過ごすことになった。またフィアンセがおり、彼女もまたヨミエルが『死んだ』事がショックとなり自殺してしまう。これらの事で復讐を考えた彼はジョードの妻・アルマを彼女の娘・カノンの仕掛けをアヤツり「ありえない動き」をさせる事で殺害。5年後に自分の力を交換条件に外国人との取引を行い、新たな人生を手に入れようとした彼は、旅立つ前に復讐にケリをつけようとする。ジョードの事件の情報を餌にリンネを呼び出し、彼女を操って自分を撃たせることで殺人犯に仕立て上げようとするが、アヤツりきれず、一発目を誤射して（させて）しまったことで事態は思わぬ方向に進むことになる。
新しい現在では、10年前にリンネを人質にした罪により懲役10年を科せられており、以前のジョードのように絵を描いている（描いている絵は運命更新する前の記憶を元に描いたシセル）。
名前の由来は「シセル」の対より。
シセル（人間）
ヨミエルのフィアンセ（恋人）。ヨミエルが死亡したことにショックを受け、「ヨミエルに会いに行きます」と遺書を残し、自殺してしまう。
新しい現在では事件そのものが無くなっているため生存しており、いつもヨミエルに会いに刑務所に来ているが、言葉で語られるのみで作中には一切登場しない。
アルマ
ジョードの妻。5年前にある事件で亡くなった。
新しい現在では事件そのものが無くなっているため、生存している。
名前の由来はアルマゲドンより。

## 用語
死者
本作において、死亡した生物の意識はしばらくの間、「魂」と呼ばれる精神体として遺体のある場所にとどまる性質を持つ。この状態の意識を「死者」と呼び、ゲーム中では青い人魂の形で描写される。
死者はほとんどの場合、死後一定時間気絶しており、そこから目覚めた場合でも生前の記憶を失っている。
しかし、自分に関係のある事物をそれとして認識する（自身の遺体を「これは自分だ」と指摘される、自身に課した任務や指令、周囲の状況を頼りに思い出す等）ことで生前の記憶を思い出すことができ、物語後半では独力で記憶を取り戻す死者（オッチンドル等）も登場する。
本作では上記のような通常の死者のほか、後述の死者のチカラを行使可能な"特別な死者"も存在する。
死者のチカラ
特別な死者の魂が行使できる様々な能力のこと。個人差がある。また、時間がたつにつれてその能力に変化が起こる場合があるらしい。
コア
「死者のチカラ」を持つ者が「トリツク」ことのできる、物体の核。タマシイのある死体と、死の記憶が残っている者にも「コア」が発生し、レンケツすることで会話をすることができる。死者の世界には言語の概念が存在せず考えていることがそのまま伝わるため、人間同士のみならず動物や外国人とも意思疎通が可能である。
上記の理由からシセルは「嘘や隠し事をして会話することはできない」と推測していたが、実際にはジョード、クネリ等は嘘、隠し事をしながら会話できていた。
トリツク
使用可能者：チカラの所在者全員
「死者のチカラ」の一つ。物体に憑依することができる。しかし全ての物体に宿れるというわけではなく、コアのある物でないと乗り移れない。さらに、一定距離以上のコアにはトリツク事が出来ないという欠点もある。コアが近くに連なっていれば渡り歩く事で移動距離そのものは伸ばせる。
アヤツル
使用可能者：シセル、クネリ、ヨミエル
「死者のチカラ」の一つ。トリツいた物体を用途に合わせて動かすことができる。シセルの場合、重く大きいものは動かせないことが多く、物体を宙に浮かせることはできない。壊れた「モノ」であっても壊れていなかった時のように動かせるものの、シセルは死体をアヤツル事までは出来ない。
ヨミエルのみ、物体、死体、生者（つまり物理的実体を持つあらゆる存在）を操ることができる。
トリカエ
使用可能者：ミサイル、クネリ
「死者のチカラ」の一つ。コア同士を繋ぐことにより、同じ形をしたモノの位置を入れ替えることができる。形が同じであれば、大きさや重量は無関係である。
トリカエても自分の位置は変わらず、同じ形をしたもの同士を繋ぐと強制的に「トリカエ」のエフェクトが発生してしまうため、同じ形状の物体を直接移動することはできない。
レンケツ
使用可能者：チカラの所在者全員
「死者のチカラ」の一つ。（生死問わず）タマシイが宿っているコア同士、「トリカエ」を使える者なら同じ形の物体のコア同士を連結する事が出来る。
「トリカエ」同様、「レンケツ」の条件を満たす場合はそのコアに直接移ることはできないため、生者の持つコアは移動の為の中継地点として使えない。
また、死者に生まれる青いコアにレンケツすることで、ハナス⇒「過去にモドル」事ができる。
過去にモドル
使用可能者：シセル、ミサイル、クネリ
「死者のチカラ」の一つ。生物の遺体にトリツク事で発動し、その者の死から4分前にタイムスリップすることができる。その者の死の経緯を確認でき、その経緯を頼りに死を未然に防ぎ状況を逆転させる事で、現在を更新することも可能である。
運命が更新されても死んだ本人、運命を変えた者には運命改変前の記憶が残る。また、この時死者と会話した生者にはコアが生まれ、以降も死者と念話でやりとりできるようになる（つまり、コアのある生者＝死んだことのある人物、ということになる）。
使用する際は死者のチカラのあるないを問わず、近くのタマシイも一緒にモドル事が出来る。回数制限などは存在せず、更新するまで何度でもやり直すことが可能。
クネリの言によれば死後一日以内の者にしかモドルは使えないとのことだが、ヨミエルの遺体は死亡時から10年間アシタールの力で時間が止まっており、その後アシタールが抜き取られて"亡骸"となったことでこの制約をクリアした扱いとなり、特例で使用できた。
デンワ線
使用可能者：シセル、ヨミエル
「死者のチカラ」の一つ。固定電話に「トリツク」「アヤツル」ことで、自分の知っている電話番号の電話へ移動できる。電話が故障している場合、物理的に電話線が切断されている場合など、電話できる状態でない電話は出発点としても到着点としても利用できない。外部と繋がっていない内線電話の場合、内線同士の移動はできるが外には出られず、外線に繋がっている電話に移動する必要がある。
過去の世界ではさらに「通話中、かつ通話相手の電話にしか移る事が出来ない」という制限が加わっており、移動先で閉じ込められてしまう危険性も孕んでいる。
ヨミエルは劇中で使用するシーンはないが、クネリが「赤い男（＝ヨミエル）を見て死者の力に個人差があることを知った」という話の中でデンワ線の能力についても言及しているため、使用できるようである。
アシタール
本作のキーアイテム。宇宙から隕石として飛来した未知の鉱石。
常時オーラ（放射線）を周囲に放っており、そのオーラを浴びている遺体はその間「死の瞬間を再生しようとする（≒時が止まる）」性質を持つようになり、この状態の遺体（ヨミエル曰く「ヌケガラ」）に対しては「過去にモドル」を行えなくなる。また、その遺体が死後に外傷等を負って損壊した場合もこの性質により瞬時に復元される。
また、「アシタール」が発しているオーラを浴びながら死んだ生物は、トリツク、アヤツル、モドルを始めとした「死者のチカラ」を持つ特別な死者となる。
なお、手に入れる力は個人によって変わる。

## スタッフ
- ディレクター：巧舟
- プロデューサー：竹下博信
- サウンド：杉森雅和

## 開発

### DS版
ディレクターの巧舟が本作を考案し始めたのは2004年で、当時はDSが発売されていなかったためゲームボーイアドバンスをイメージしていた。だが『逆転裁判 蘇る逆転』や『逆転裁判4』の制作のため企画はしばらく凍結された。同じく巧が関わった『逆転裁判』は事件の推理を重要視した作品だったため、本作は別の角度から見たミステリー作品となった。登場人物の人生を「外側」から覗き、物語が浮かび上がっていくという感覚が欲しいと考え、他人の人生を観察するならプレイヤーはどこにいるのかを考えた結果、死んでいるのがいいと思いつき、主人公の設定が生まれた。シナリオも巧によるものであり、「追跡劇」の物語をイメージし、コメディ色の濃い『逆転裁判』から方向性を変えシリアスを心がけようとしたが、すぐに怪しくなっていった。

### iPhone/iPod Touchへの移植
プロデューサーの竹下博信は、オリジナル版発売時点から移植の要望はあったものの、直接のきっかけは海外版の開発終了間際に、現場からiPhone版の移植の要望が寄せられたことだと4Gamer.netとのインタビューの中で述べている。
開発はオリジナル版のチームが担当しており、iPhone向けゲームの開発はチームとして初めての経験だった。
このため、マルチタスク時の動作対応といったゲーム制作とは別の場面での課題もあり、要素の追加はせず、完全移植という方針が立てられた。
オリジナル版はDSの2倍の画面サイズで開発したものを縮小して表示させる手法をとっていたため、iPhoneに合わせたサイズで出力したところ、うまくいった。
とはいえ、オリジナル版の上画面の処理方法は最初の課題であった。下画面を横に広げ、上画面は切り替えで見せたり、iPhoneを縦にして2画面に見せる案もあった。だが、前者の場合、画面の比率を変えると演出などもすべて変更する必要があった。また、後者の場合、iPhoneは指でタッチするため、画面が小さくなると操作が難しくなるという難点があった。最終的には、画面の隙間に上画面の情報をまとめる手法が採用された。

## 反響
iPhone/iPod Touch版は2010年12月21日時点でApp Storeの「トップセールス」のランキング1位にとどまっていた。